# Sromotnik smrodliwy

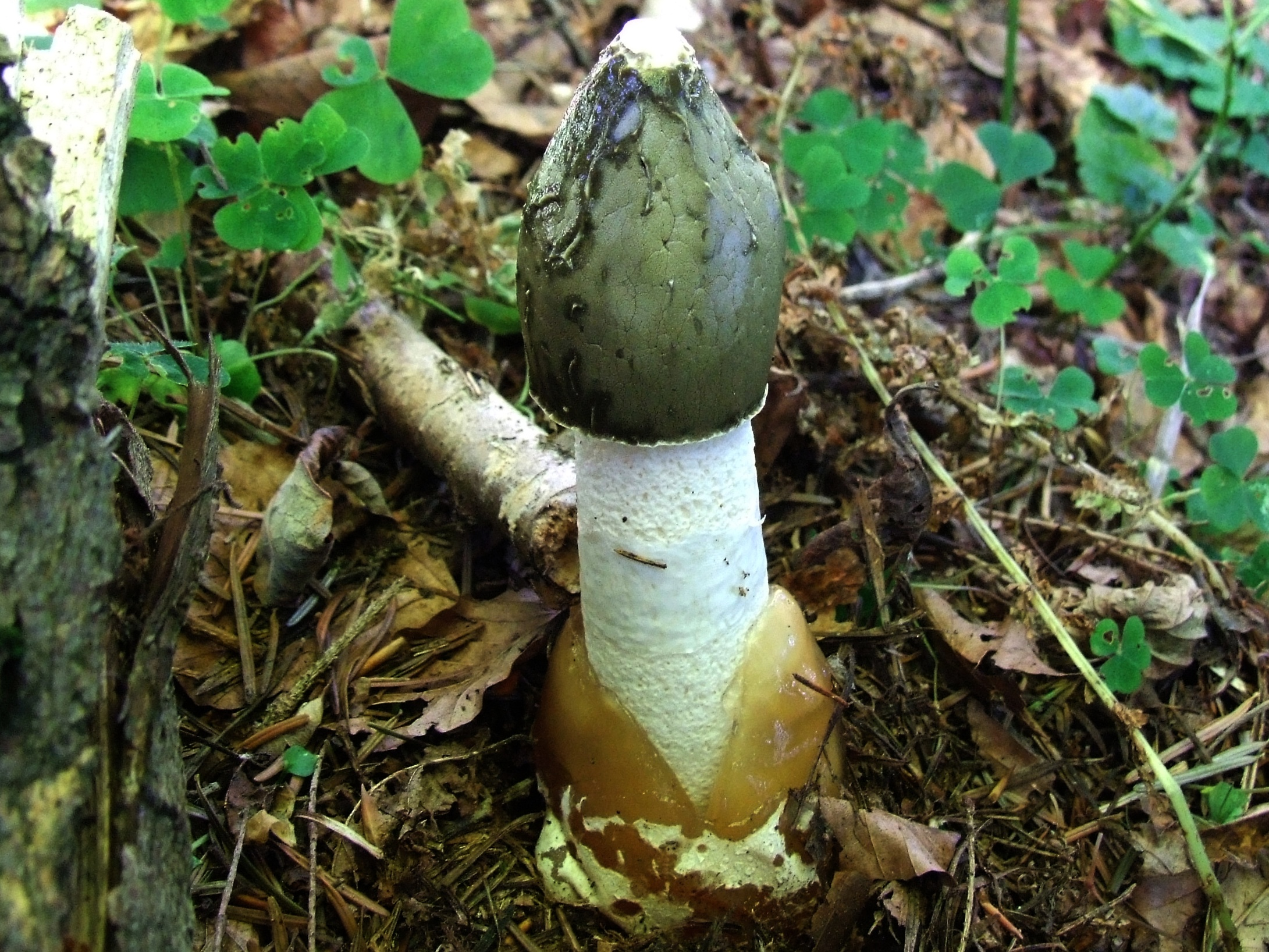
Młody owocnik

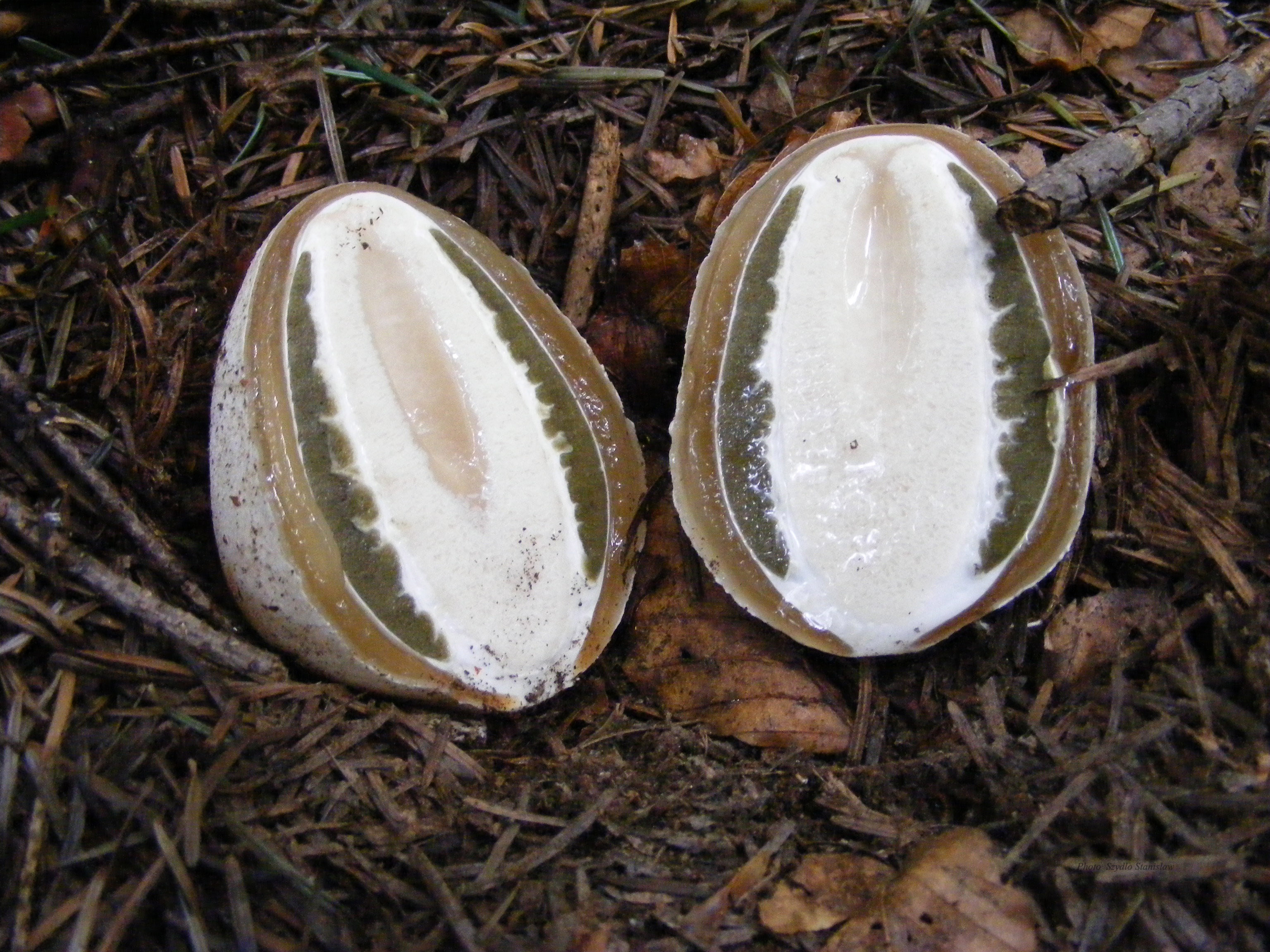
Przekrój młodego owocnika (jajo)

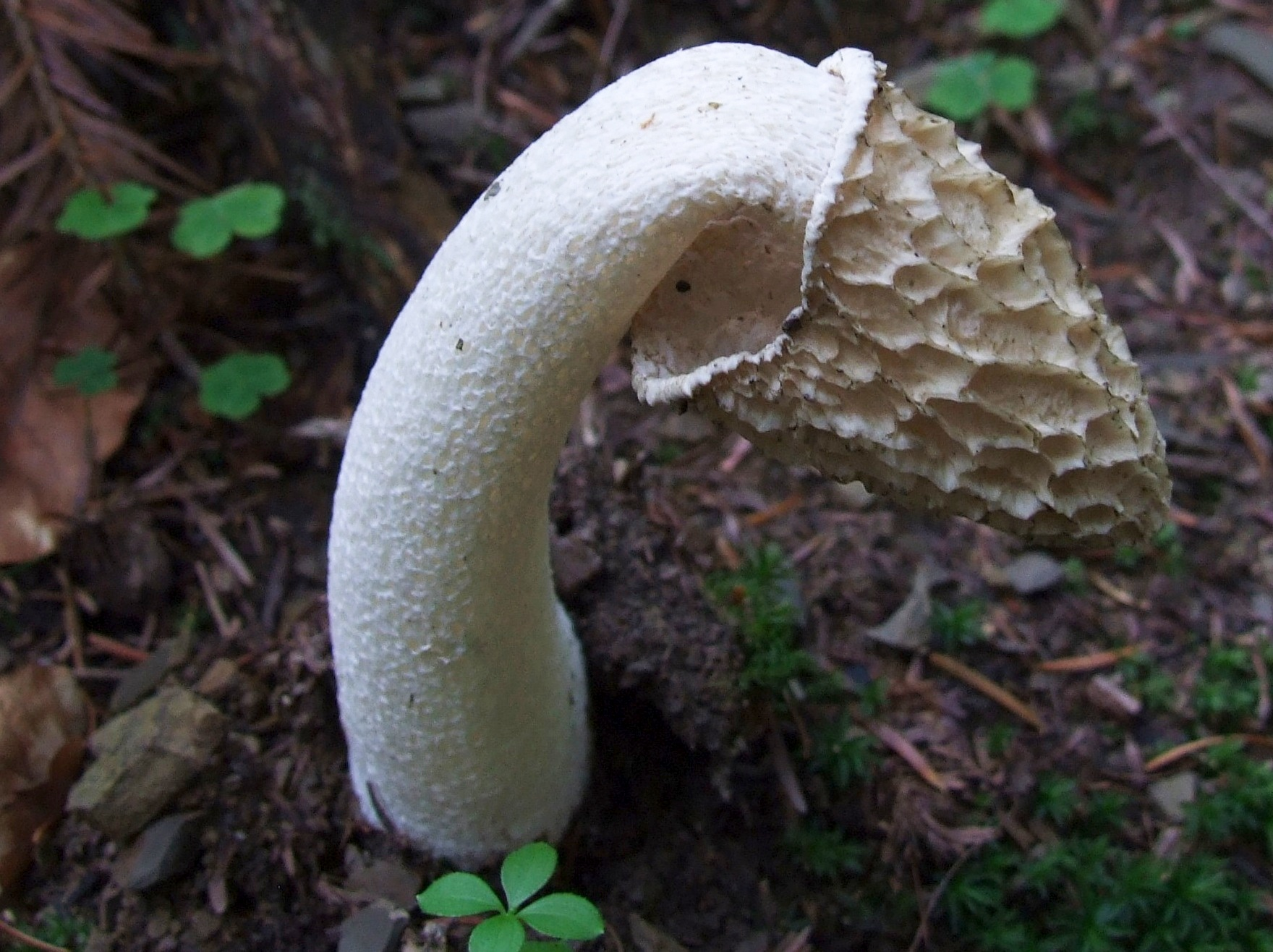
Owocnik objedzony przez muchy

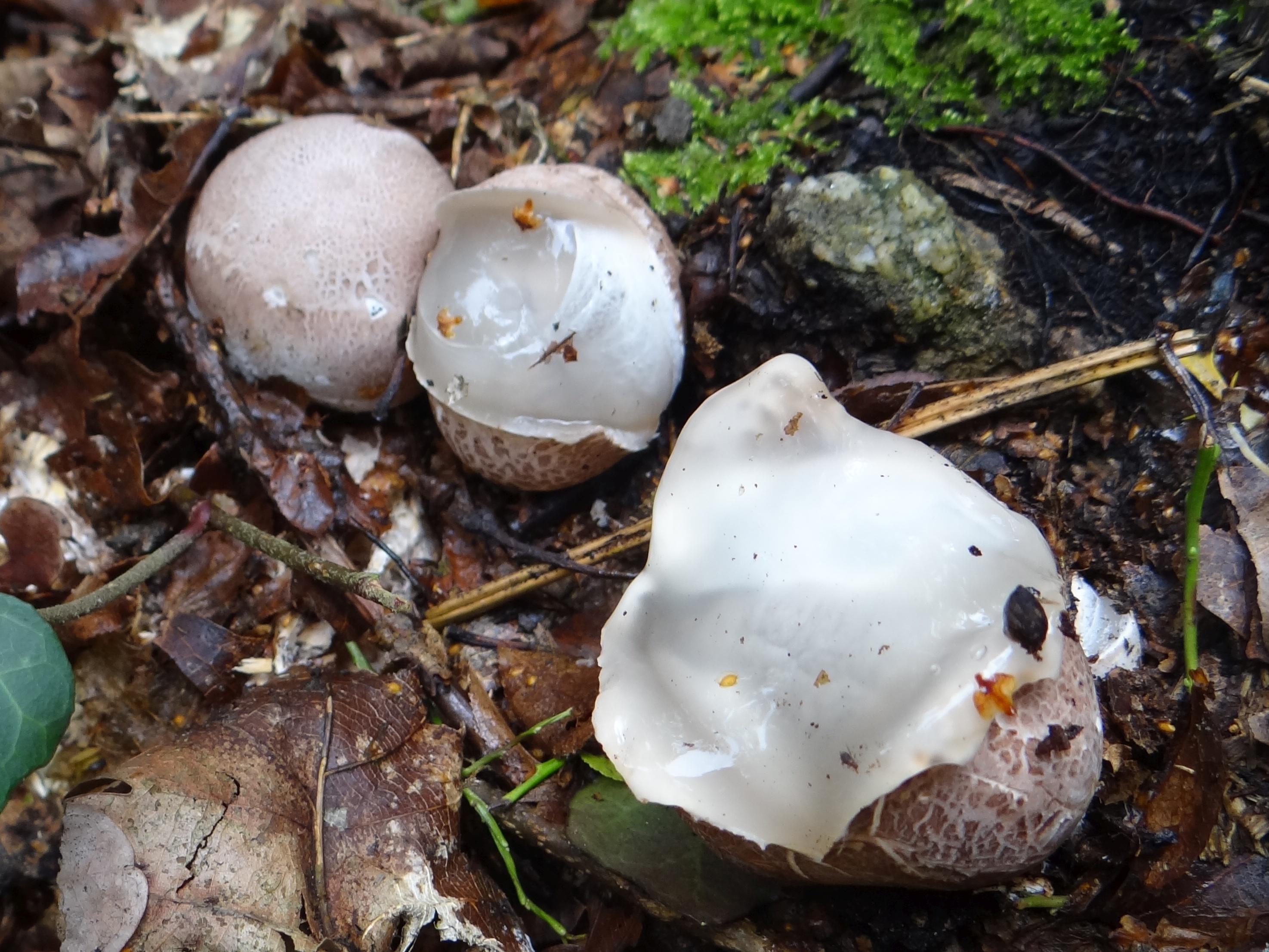
Jaja sromotnika

Sromotnik smrodliwy (Phallus impudicus L.) – gatunek grzybów z rodziny sromotnikowatych (Phallaceae).

## Systematyka i nazewnictwo
Pozycja w klasyfikacji według Index Fungorum: Phallus, Phallaceae, Phallales, Phallomycetidae, Agaricomycetes, Agaricomycotina, Basidiomycota, Fungi.
Naukowa nazwa nawiązuje do jego kształtu, Nazwa rodzajowa wywodzi się od greckiej nazwy prącia (φαλλός, w zlatynizowanej formie Phallus). Również polska nazwa sromotnik to staropolski wyraz oznaczający osobę okrytą hańbą lub siejącą zgorszenie. Drugi człon nazwy w języku polskim pochodzi od nieprzyjemnego zapachu wydzielanego przez tego grzyba.
Synonimów naukowych ma ponad 20. Niektóre z nich:

- Phallus impudicus var. americanus Ulbr. 1932
- Phallus impudicus var. carneolus Houda 1993
- Phallus impudicus var. imperialis (Schulzer) Ulbr. 1932
- Phallus impudicus var. obliteratus (Malençon) Kreisel 1996
- Phallus impudicus var. subindusiatus 2010
- Phallus impudicus var. vulgaris Ulbr. 1932
- Phallus mauritianus Lloyd 1910

Nazwę polską nadał Józef Jundziłł w 1830 r. W polskim piśmiennictwie mykologicznym gatunek ten opisywany był także pod innymi nazwami: sromotnik bezwstydny, sromotnik śmierdzący, sromotnik wstydliwy, panna-bedłka, słupiak cuchnący. Nazwy regionalne: śmierdziak, śmierdziuch, śmierdziel, smrodnik, smrodziuch, sromnik, bedłka pańska, jajczak, a także biskup, czubosz, czujny, gazówka, kołpak, nadymana, pszczela, smardz śmierdzący, smrodlica, śmierdząca panna, świeczka, węże jajo.

## Morfologia
Młody owocnik
Jest to grzyb o nietypowej budowie. Owocnik młodych okazów jest kulisty lub jajowaty, barwy białej lub kremowej, czasami z żółtym odcieniem. Ma rozmiar 4–6 × 3–5 cm i przyrasta do podłoża grzybnią przypominającą dość grube sznury. Częściowo jest ukryty pod ziemią. Jest to tzw. jajo, nazywane potocznie również czarcim jajem. Na przekroju poprzecznym można zauważyć, że wewnątrz osłony jaja występuje już zaczątek owocnika. W trakcie rozwoju jajo pęka i pojawia się bardziej już typowy owocnik dojrzały (tzw. receptakl). Młode owocniki mają słaby zapach, podobny do zapachu rzodkiewki. Przypominają swoim wyglądem purchawki, jednak różnią się od nich osłoną; składa się ona z dwóch warstw, pomiędzy którymi występuje galaretowata masa. Podczas dojrzewania grzyba masa staje cię bardziej płynna i po rozerwaniu osłony pokrywa główkę receptakla.
Receptakl
Ma wysokość 10–30 cm, jest walcowaty, górą wąski, porowaty, łamliwy i pusty w środku. Ma biały kolor, u nasady pochwę, a na szczycie słabo wyodrębnioną główkę. Główka przypomina wyglądem smardze. Ma długość kilkunastu cm, kształt stożka lub naparstka i pokryta jest zieloną, galaretowata masą, w której znajdują się zarodniki. Grzyb wydziela nieprzyjemny, przypominający padlinę zapach. Dla ludzi zapach ten wyczuwalny jest z dość daleka. Zwabia on muchy, które odżywiają się galaretowatą masą i zarodnikami, przy okazji rozsiewając je. Po wyjedzeniu przez muchy galaretowatej masy zarodników receptakl jest biały i ma na powierzchni puste komory. Badania naukowe wykazały, że śluzowata masą zarodnionośną sromotników odżywiają się muchy Calliphora vicina, Lucilia caesar, Lucilia ampullacea i Dryomyza anilis, a w ich ciekłych odchodach znajduje się duża liczba zarodników.
Zarodniki
Bladożółte, podłużnie eliptyczne i gładkie. Mają rozmiar 3,5–5,0 × 1,5–2,0 μm.
Gatunki podobne
Sromotnik fiołkowy (Phallus hadriani). Ma wyraźnie lekko fioletowy lub różowawy kolor osłony i słabszy zapach.

## Występowanie i siedlisko
Występuje na całej półkuli północnej w strefie klimatu umiarkowanego, a także w Ameryce Południowej i w Azji (Japonia, Cejlon, Jawa). W Polsce jest pospolity.
Rośnie pojedynczo lub grupowo w parkach, lasach i zaroślach i jest wszędzie dość pospolity (z wyjątkiem wyższych położeń górskich).

## Znaczenie
- Młode osobniki w postaci jaja są jadalne, nawet w stanie surowym[11], a w smaku są lekko ziemisto-rzodkiewkowe[7]. Dojrzałe owocniki są niejadalne z powodu cuchnącego zapachu[4]. We Francji i w Niemczech pozbawione warstwy zarodnionośnej owocniki sromotnika smrodliwego są jednak uważane za przysmak. Spożywane są na surowo lub w marynacie, używa się ich też do przyprawiania kiełbas[12].
- Badania naukowe wskazują, że wyciąg ze sromotnika może być pomocny w leczeniu zakrzepicy. Zmniejsza on częstość występowania zakrzepów[13].
- Ze względu na częste niszczenie przez ludność owocników (w celu pozbycia się przykrego zapachu, ale też i estetycznych) w 1983 r. sromotnik smrodliwy został w Polsce objęty ochroną gatunkową jako jeden z pierwszych 20 gatunków grzybów. Z czasem, ze względu na znaczne rozpowszechnienie się tego gatunku, ochrona została zniesiona (w 2004 r.)[5].
- W medycynie ludowej był stosowany jako środek przeciwko artretyzmowi i padaczce, oraz jako składnik napojów miłosnych (afrodyzjaków). Na Białorusi śluzowatą część owocnika stosowano do leczenia ran, a wyciągi wodne lub spirytusowe z całych owocników w chorobach przewodu pokarmowego[14].